# Sタイヤ
Sタイヤ（エスタイヤ）とは、本来公道において合法的に使用することが出来ないタイヤであるレーシングタイヤに近いレース用の性能を持ち、公道において合法的に使用出来るタイヤの通称である。より近いという意味で「セミレーシングタイヤ」、「セミスリックタイヤ」等の別称がある。主にタイヤメーカーが競技用などと謳っているものを指す。

## 概要
一般に普及している市販のタイヤより溝が少なく、グリップ力が非常に高い。また、コンパウンド（タイヤの接地面に使われる素材）が異なる複数種類のタイヤが販売されており、路面舗装や路面温度によって選択の余地がある。
モータースポーツにおいては公平な競技のためにレギュレーション（車体に関する規則）が存在するが、その中でもホモロゲーションがある。これは簡単に表現すると一般市場で市販されており公道で使用可能な製品をのみ使用できる規制を示すが、高性能な製品をモータースポーツ競技に提供するため、交通法規が許す限りレースに適したタイヤを市販したことに端を発し、それゆえにタイヤの溝は少ない。

## 特徴
Sタイヤの欠点としては、摩耗どころか出来上がってからの寿命も、極端に短い点が挙げられる。メーカー開発者によると「使わなくても傷む」という、一種の生鮮食品のような扱われ方をされている（「賞味期限」なる言い方さえあるという）。そのためコストもあいまって事実上モータースポーツ専用である。また適していない条件下で使用すると、さらに寿命を縮める。
その他においても、走行時の騒音が通常のタイヤよりも非常に大きくかつ乗り心地も悪く、またドライ路面用Sタイヤは濡れた状態の路面に極端に弱いところがあるため、公道で一般的な用途に供するには適していない。

## 用途
公式競技のうち、競技が舗装路面場で行われ、公道を走行可能なタイヤの使用を義務づけているカテゴリーでは、ほぼ全てSタイヤが使用されることとなる。その延長で非公式競技でもSタイヤを使用することが多い。
また、競技専用タイヤと違って一般に入手しやすいという特性から、趣味としてのサーキット走行にSタイヤを持ち込む者もいるほか、そうした人たちを対象とした雑誌の企画でも（条件を読者の車両と近いものにするために）Sタイヤが使用されることが多い。

## 経緯
Sタイヤという表現を用いるようになった元としては、ヨコハマタイヤ（ADVAN）が発売したA021にある。このタイヤではSemi Racing Tireという表記をしていたのだが、社内外より、公道で使用可能であるのにRacingが付されていることが倫理面で懸念されたため、次期商品のA032よりRacingが除かれ、Semiの頭文字であるSのみが残る事となった。
ヨコハマタイヤの他にも、ブリヂストン、住友ゴム工業（ダンロップ、ファルケン）などから同じようなタイヤが発売されており、スリック同様になるのを防止するために、ランド比（タイヤ面に対するランド部、いわゆる溝以外の山部分が占める比）が一定の値以下にならないよう設計・製造されている。
モータースポーツでは、全日本プロドリフト選手権がD1グランプリとして改称された初年度の2001年に限ってはSタイヤが禁止されていなかったため、フロントタイヤのみSタイヤを装着する選手が多かった中、谷口信輝は前後ともにSタイヤを装着し、しばらくの間ドリフトスタイルのトレンドリーダーとなっていたが、以降は速度抑制の為に使用禁止となっている他、一般レースやジムカーナなどにおいても近年、禁止されるかSタイヤ限定クラスなど、ラジアルタイヤなどの通常タイヤとのクラス分けがなされている場合も多い。

## 加工
製品の標準状態を超えた接地力を必要とした場合、トレッド面をある程度削る（サンディング）といった加工をすることがある。これにより柔らかいゴムを薄くすることにより剛性を高め、溝面積を少しでも少なく（テーパー状になっているため、根元の方が細い）することで接地面積を増やす。しかしながら、元より短寿命のタイヤにこの加工をすることで更に短寿命となるためコストと安全性に対するリスクが増す。
公式競技では規則でタイヤの加工が禁止されていることもある。実際に車体に装着して走行し表面を削り落とすことは多くの場合違反とならないが、この手法もタイヤに一度熱が加わったことによって表面の素材の組成が変化し、また磨耗が偏ったりタイヤ自体の性質が変わってしまうリスクがある。